# Barry Hulshoff
Bernardus "Barry" Adriaan Hulshoff (30. září 1946, Deventer – 16. února 2020) byl nizozemský fotbalista. Hrával na pozici obránce.
V dresu nizozemské reprezentace odehrál 14 zápasů, v nichž vstřelil 6 branek.
S Ajaxem Amsterdam třikrát vyhrál Pohár mistrů evropských zemí (1971, 1972, 1973). Sedmkrát se s ním stal mistrem Nizozemska (1966, 1967, 1968, 1970, 1972, 1973, 1977) a čtyřikrát získal nizozemský pohár (1967, 1970, 1971, 1972).
V anketě Zlatý míč, která hledala nejlepšího fotbalistu Evropy, skončil roku 1972 sedmý, roku 1973 devatenáctý.